# Facultés universitaires Saint-Xavier
Les Facultés universitaires Saint-Xavier de Katmandou (Népal) sont une institution universitaire de tradition jésuite. Fondées en 1988 les facultés ont pris le nom de saint François Xavier, un saint jésuite espagnol du XVIe siècle, connu comme l’apôtre de l’Orient. Affiliées à l’université Tribhuvan de Katmandou, les facultés comptent environ 3 000 étudiants (2012).

## Histoire et développement
Le projet est amorcé par un groupe de jésuites américains et indiens en 1988.  Les facultés ouvrent leurs portes, initialement dans les locaux du collège Saint-Xavier de Jawalakhel (Lalitpur, vallée de Katmandou). Les facultés offrent durant huit ans le programme d’études scientifiques pré-universitaire (ou ‘secondaire supérieur’) appelé ‘niveau +2’ avec affiliation à l’université Tribhuvan de Katmandou.
À partir de 1993, l’institution s’installe progressivement dans des bâtiments nouvellement construits à Maitighar (Katmandou). En 1996 commence un programme de trois ans conduisant au diplôme de ‘Bachelor of Social Work' (le premier du genre au Népal), avec affiliation à l'Université de Katmandou. 
De nouveaux cours et orientations sont offerts dans les années suivantes. En 2008 les facultés demandent la reconnaissance officielle comme ‘Université’.
M. Shriram Bhagut Mathe fut, à Jawalakhel, son premier principal (1988-1992). Le jésuite Charles Law fut principal lorsque les facultés s’installèrent dans leurs locaux propres à Maitighar. Le père Francis Vazhapilly lui succéda (1993-1998). Le Père Augustine Thomas en est actuellement le Principal (2013). 
Le corps enseignant compte 199 professeurs. Les quelque 3 000 étudiants sont issus de pas moins de 275 écoles différentes représentant les 75 districts du pays. Quasi tous les groupes culturels et ethniques du Népal y sont représentés. 

## Mission universitaire
Les  traditions d’excellence dans l’éducation et de générosité dans le service des autres animent les programmes des facultés Saint-Xavier. Joignant le travail universitaire et intellectuel au développement physique, à la croissance spirituelle et à la stabilité émotionnelle grâce aux activités parascolaires diverses, les facultés visent à favoriser la compétence, susciter la créativité et l’esprit d'innovation : en tout et au-delà du cadre strictement académique. 
À la fin de leurs études à Saint-Xavier, il est espéré que les nouveaux diplômés entrent dans la vie active avec des objectifs socialement responsables, un appétit d’apprendre tout au long de leur vie, et la volonté de rendre le monde meilleur. Nous attendons aussi qu'ils soient prêts à consacrer leurs talents -autant de dons de Dieu - non seulement à leur épanouissement personnel, mais également comme hommes et femmes engagés dans le service des autres. Saint-Xavier favorise les contacts étroits entre étudiants et enseignants et encourage les élèves à développer au maximum leur potentiel de leadership. La recherche intelligente de l'excellence et la variété d'activités auxquelles les étudiants sont invités à participer visent à produire des agents de changement social qui défendront les valeurs de vérité, de justice et de paix où qu’ils se trouvent. 

## Cours offerts

### Pré-Universitaires (deux ans)
- Plus-Deux (depuis 2009), affilié au ‘Nepal board of Education’.
- A-level Cambridge course (depuis  2011), affilié à l’université de Cambridge (Angleterre).

### Premier cycle (trois ou quatre ans)
- Bachelor of Social Science (depuis 1996)
- Bachelor of Business Studies (2002)
- Bachelor of Science (Physics) (2002)
- Bachelor of Information management (2003)
- Bachelor of Science (Computer Science and Information Technology) (2007)
- Bachelor of Science (Microbiology) (2007)
- Bachelor of Arts (English, Journalism, Social Work) (2007)

### Second cycle (deux ans)
- Master of Social Works (depuis 2005)
- Master of Business studies (2005)
- Master of Arts (English Literature) (2007)
- Master of Science (Microbiology) (2007)
- Master of Science (Physics) (2007)